# Daisy Marie
Daisy Marie (Los Angeles, 6 febbraio 1984) è un'ex attrice pornografica statunitense.

## Biografia e carriera pornografica

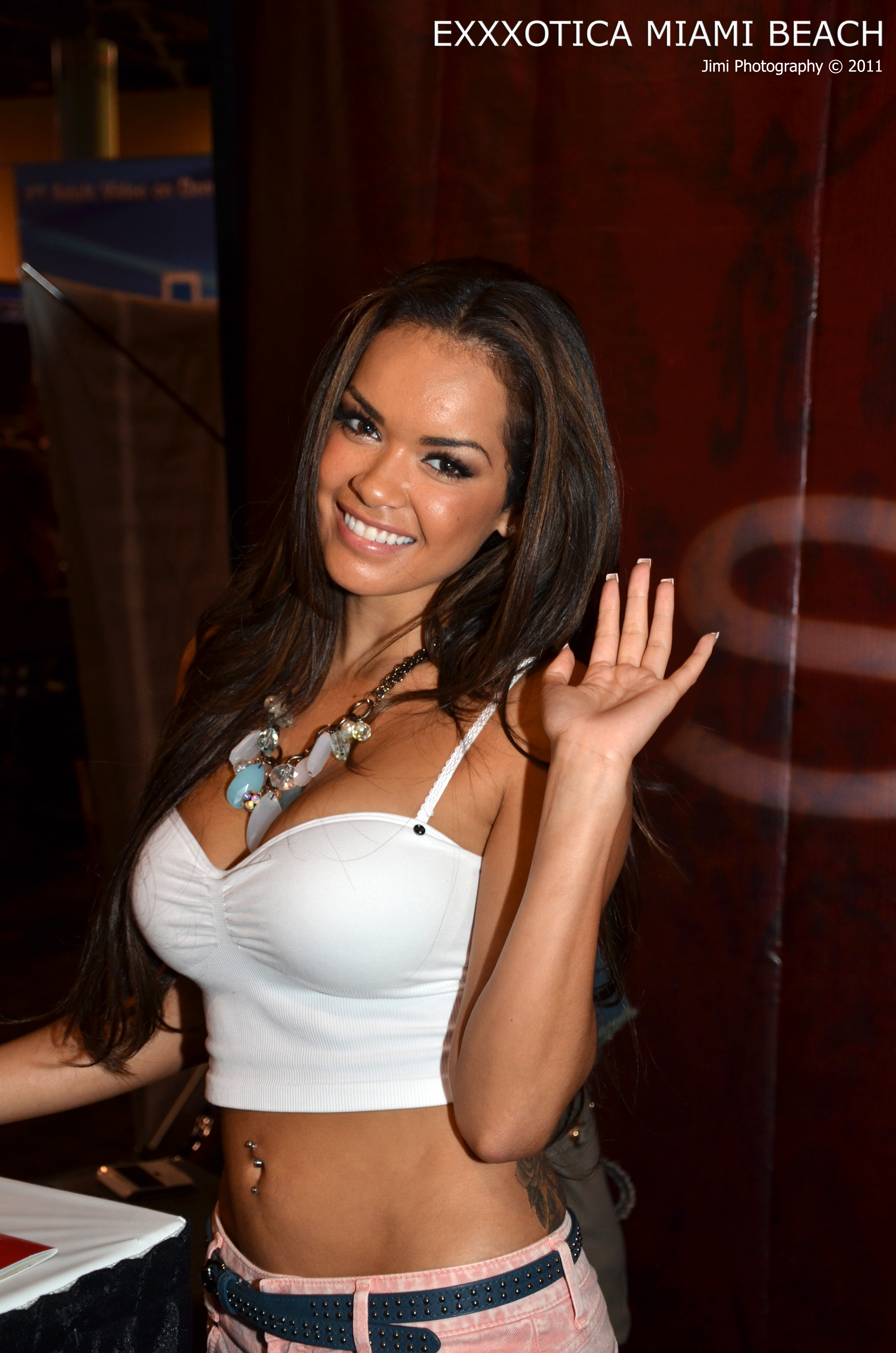
Daisy Marie nel 2011

Marie è cresciuta principalmente a Salem, ma ha anche trascorso del tempo con la famiglia a Zacatecas, Messico. È apparsa in oltre 190 film per adulti dal 2002, ha fatto due apparizioni speciali al The Howard Stern Show (luglio 2003 e novembre 2004), ha posato per diverse riviste per adulti come Chéri e ha lavorato con fotografi come Suze Randall.
Daisy Marie ha inoltre lavorato con Holly Randall (figlia di Suze) per famose marche sportive come Fantasy Fitness. Nel 2005 è apparsa nel controverso video musicale di 50 Cent "Disco Inferno".
Marie è stata una delle finaliste nella seconda stagione del reality di Playboy TV, Jenna's American Sex Star. A giugno 2008 appare sulle copertine della rivista Penthouse come Pet del mese.
Ha utilizzato di frequente gli pseudonimi Daisy Fuentez, Daisy Dukes e Daisy.
Nel 2017, dopo 7 anni dal ritiro dalle scene, è stata inserita nella Hall of Fame dagli AVN Awards.

## Riconoscimenti
- AVN Awards
  - 2017 – Hall of Fame - Video Branch[4]

- F.A.M.E. Awards
  - 2009 – Favorite Underrated Star (Fan Award)[5]

## Filmografia
- Black and White (2002)
- Blowjob Fantasies 18 (2002)
- Body Talk (2002)
- Bring 'um Young 12 (2002)
- Casting Couch Confessions 10 (2002)
- Chica Boom 14 (2002)
- Finally Legal 6 (2002)
- French Kiss: Phoenix Rising (2002)
- Gangland 32 (2002)
- Hot Bods And Tail Pipe 26 (2002)
- Hot Latin Pussy Adventures 21 (2002)
- Inner City Black Cheerleader Search 50 (2002)
- Internal Explosions 1 (2002)
- Internally Yours 3 (2002)
- I've Never Done That Before 8 (2002)
- Latin Street Hookers 1 (2002)
- More Dirty Debutantes 232 (2002)
- More Dirty Debutantes 234 (2002)
- Muy Caliente Latinas (2002)
- Naughty College School Girls 26 (2002)
- North Pole 33 (2002)
- Panty World 14 (2002)
- Pussy Foot'n 1 (2002)
- Rain Coater's Point of View 2 (2002)
- Real College Girls 5 (2002)
- Screaming Orgasms 7 (2002)
- Spanish Fly Pussy Search 6 (2002)
- Specs Appeal 8 (2002)
- Sweatin' It 3 (2002)
- Teen Tryouts Audition 15 (2002)
- Tight Teenage Escorts 1 (2002)
- Whoriental Sex Academy 4 (2002)
- Women in Black 2 (2002)
- Young As They Cum 7 (2002)
- Young Stuff 8 (2002)
- 18 and Lost in Asia (2003)
- 2 Dicks in 1 Chick 1 (2003)
- Barely Legal 35 (2003)
- Blastrovan (2003)
- Carmen Goes To College 4 (2003)
- College Invasion 2 (2003)
- Cum Dumpsters 2 (2003)
- Cum Dumpsters 3 (2003)
- Deep Throat This 9 (2003)
- Driving Ms. Daisy (2003)
- Extreme Behavior 1 (2003)
- Haulin' Ass (2003)
- Hot Showers 10 (2003)
- I Fucked My High School Teacher 3 (2003)
- Mamacitas 2 (2003)
- Mamacitas 3 (2003)
- No Man's Land Latin Edition 3 (2003)
- Nut Busters 1 (2003)
- Nut Busters 2 (2003)
- Oral Adventures of Craven Moorehead 17 (2003)
- Planet Max 17 (2003)
- Pornstar 1 (2003)
- Real Girlfriends 1 (2003)
- Santeria (2003)
- Search and Destroy 3 (2003)
- Stuffed Hard (2003)
- Teen Sensations 3 (2003)
- United Colors Of Ass 10 (2003)
- Up And Cummers 113 (2003)
- Young As They Cum 10 (2003)
- Young As They Cum 11 (2003)
- Young Latin Cherries (2003)
- Young Tight Latinas 2 (2003)
- Younger the Better 5 (2003)
- Adventures of Be the Mask 1 (2004)
- Crema Latina (2004)
- Gauge Unchained (2004)
- Groupie Love (2004)
- Kink Club 2 (2004)
- KSEX Games 2004 (2004)
- Latina Lovers (2004)
- Pay To Play 2: Anal Playoff (2004)
- Wild On X 1 (2004)
- Adventures of Be the Mask 4 (2005)
- Asseaters Unanimous 10 (2005)
- Barely Legal Corrupted 4 (2005)
- Burritho's (2005)
- Chulitas Frescas (2005)
- Cock Smokers 51 (2005)
- Crazy For Daisy (2005)
- Daisey: I'm In Charge (2005)
- Daisey's a Dirty Little Girl (2005)
- Daisey's Let's Play Dirty (2005)
- Frank Wank POV 3 (2005)
- Ho's Bags 1 (2005)
- I Love 'em Latin 2 (2005)
- Internal Explosions 4 (2005)
- Kick Ass Chicks 22: Superstars (2005)
- Lascivious Latinas 2 (2005)
- Lipstick Lesbians 3 (2005)
- Mamacitas 7 (2005)
- Mexicunts 2 (2005)
- Mexxi-melts 1 (2005)
- Nasty Girls (2005)
- Next Exit Porn Valley (2005)
- Perverted POV 9 (2005)
- Playing with Daisy (2005)
- Pleasure 2 (2005)
- POV (2005)
- Pussyman's Decadent Divas 27 (2005)
- Pussyman's Latin Fever 1 (2005)
- Small Sluts Nice Butts 3 (2005)
- Spring Chickens 12 (2005)
- Strip and Tease (2005)
- Virtual Daisy (2005)
- Women On Top Of Men 2 (2005)
- Young Latin Ass 1 (2005)
- 18 Legal And Latin 3 (2006)
- 2 on 1 24 (2006)
- Afterhours: Jezebelle Bond (2006)
- Anal 3 Way (2006)
- Aperture (2006)
- Aphrodisiac (2006)
- Bang Bus 15 (2006)
- Barefoot Confidential 42 (2006)
- Barely Legal School Girls 1 (2006)
- Be My Bitch 2 (2006)
- Big Trouble In Little Vagina (2006)
- Blown Away 1: Asian vs. Latin (2006)
- Brazilian Letters (2006)
- Brittney's Lipstick Lesbians (2006)
- Caliente (2006)
- Catalyst (2006)
- Chasey Reloaded (2006)
- Cherry Lickers 2 (2006)
- Chicks and Salsa 3 (2006)
- Chol Ho's 1 (2006)
- Chol Ho's 2 (2006)
- Crescendo (2006)
- Crush (2006)
- Crush: Lipstick Lovers (2006)
- Deeper 3 (2006)
- Desires (2006)
- Dirty Dan's POV 1 (2006)
- Dreamgirl (2006)
- Filthy (2006)
- Forbidden Fantasies (2006)
- Girls Home Alone 29 (2006)
- Hand to Mouth 3 (2006)
- Head Case 1 (2006)
- Helpless Hog-Tied Prisioners (2006)
- Hook-ups 12 (2006)
- Hot Sauce 1 (2006)
- Hush (2006)
- I Wanna Get Face Fucked 3 (2006)
- Jack's POV 2 (2006)
- Lady of the Evening (2006)
- Lascivious Liaisons (2006)
- Latin Ass Factor 2 (2006)
- Latin Blows N Toes 1 (2006)
- Latin Obsession 2 (2006)
- Latin Sinsations (2006)
- Latina Dayworkers (2006)
- Latina Fever 15 (2006)
- Lay's Anatomy (2006)
- Lip Lock My Cock 2 (2006)
- Mamacitas 8 (2006)
- Meet The Fuckers 4 (2006)
- Mouth 2 Mouth 5 (2006)
- Multi-Racial Mayhem (2006)
- Muy Caliente 1 (2006)
- My Daughter's a Cocksucker (2006)
- Naked Damsels in Distress (2006)
- Naughty Office 6 (2006)
- Night Nurses (2006)
- No Man's Land 41 (2006)
- No Man's Land Latin Edition 7 (2006)
- No Swallowing Allowed 7 (2006)
- Not Too Young For Cum (2006)
- Penetration 10 (2006)
- Petals (2006)
- Provocative (2006)
- Pussy Playhouse 13 (2006)
- Reform School Girls 1 (2006)
- Rub My Muff 8 (2006)
- Silky Smooth (2006)
- Silverlake Scenesters (2006)
- Smokin' Hot 1 (2006)
- Suck It Til It Pops (2006)
- Suckers 10 (2006)
- Suitcase Pimp 2 (2006)
- Sunny and Cher (2006)
- Sweet Tarts 3 (2006)
- Throated 7 (2006)
- Tic Tac Toe's 3 (2006)
- Tight Latin Ho's (2006)
- Tycoon (2006)
- United Colors Of Ass 11 (2006)
- Watch Out Girls: He'll Tie You Up (2006)
- Women of Color 11 (2006)
- Yummy In My Tummy 2 (2006)
- 10 Seconds To Love (2007)
- 18 Legal And Latin 4 (2007)
- 8th Street Latinas 3 (2007)
- 8th Street Latinas 4 (2007)
- A Capella (2007)
- All Alone 1 (2007)
- Bang My Juice Boxxx: Latina Squeeze (2007)
- Bitches In Heat 4 (II) (2007)
- BJ's In Hot PJ's (2007)
- Blow Me 12 (2007)
- Blow Me Sandwich 10 (2007)
- Bound To Please 2 (2007)
- Bound Whores (2007)
- Brandi Belle 4 (2007)
- Britney Rears 4: Britney Goes Gonzo (2007)
- College Invasion 11 (2007)
- Cum Play With Me 3 (2007)
- Cum Stain Girls (2007)
- Dark Side of Marco Banderas 2 (2007)
- Evilution 3 (2007)
- Explosive Fantasies (2007)
- Facade (2007)
- Female Gardener (2007)
- Ferocious (2007)
- Flavors of the World (2007)
- Fly Sophia (2007)
- Foreplay (2007)
- Happy? (2007)
- Hot and Spicy Latinass 5 (2007)
- Hotter Than Hell 1 (2007)
- I Love Your Sexy Feet (2007)
- Icon (2007)
- Jesse Jane: Image (2007)
- Klub Slutz (2007)
- Latina Flavor 1 (2007)
- Latina Flavor 3 (2007)
- Licensed to Blow 1 (2007)
- Love Addiction (2007)
- Love Life (2007)
- Me Myself and I 1 (2007)
- Minority Rules 2 (2007)
- More Than A Handful 16 (2007)
- Muy Caliente 2 (2007)
- Muy Caliente 3 (2007)
- My Space 2 (2007)
- Naughty Naturals 4 (2007)
- Nikki's Lipstick Lesbians (2007)
- No Man's Land Latin Edition 9 (2007)
- Paris Behind Bars (2007)
- Penny Flame's Out of Control (2007)
- Peter North's POV 18 (2007)
- Pleasure Principle (2007)
- Rain Coater's Point of View 5 (2007)
- Sexed Up Superheroines 5 (2007)
- Slave to Sin (2007)
- Slime Ballin' 1 (2007)
- Slutinas 4 (2007)
- Sub-urban Sex (2007)
- Sunny Experiment (2007)
- Taboo: Pain (2007)
- Throb 2 (2007)
- Viva La Van (2007)
- What Happens in Vegas (2007)
- White Water Shafting (2007)
- 10 Dirty Talkin' Masturbators 2 (2008)
- 10 Monster Mug Shots 2 (2008)
- Bad Wives Book Club (2008)
- Ball Honeys 11 (2008)
- Before They Were Stars 4 (2008)
- Big Tits at Work 4 (2008)
- Bitch 2 (2008)
- Brand New Faces 7 (2008)
- Busty Bonitas Bon Bons (2008)
- Chica Freaks (2008)
- Chop Shop Chicas (2008)
- Cum on My Tattoo 4 (2008)
- Dark Flame (2008)
- Dirty POP 2 (2008)
- DP'd in the 310 (2008)
- Every Last Drop 8 (2008)
- Frat House Fuckfest 10 (2008)
- Fuck Me 2 (2008)
- Fucked Up Handjobs 3 (2008)
- Girls Will Be Girls 3 (2008)
- Good Morning Woody 2 (2008)
- Hellfire Sex 13 (2008)
- Her First Lesbian Sex 13 (2008)
- Housewife 1 on 1 10 (2008)
- Housewife 1 on 1 11 (2008)
- Housewives Hunting Housewives (2008)
- I Have a Wife 4 (2008)
- I Just Swallowed It (2008)
- Latina Hollywood Hookers (2008)
- Licensed to Blow 4 (2008)
- Luscious Latinas (2008)
- Lusty Latinas (2008)
- Mexicunts 6 (2008)
- Milk Jugs (2008)
- Naked Aces 5 (2008)
- Naughty Athletics 3 (2008)
- No Boys No Toys 2 (2008)
- No Man's Land Interracial Edition 11 (2008)
- No Man's Land: Girls in Love (2008)
- Playtime For Perverts (2008)
- Scandalous (2008)
- Scarlet Women (2008)
- Se7en Deadly Sins (2008)
- She's Cumming 1 (2008)
- Simple Fucks 3 (2008)
- Teen Cuisine Too (2008)
- Tera Goes Gonzo (2008)
- Tera Patrick's Porn Star Pool Party (2008)
- Tied Up (2008)
- Touch Me (2008)
- Tristan Taormino's Expert Guide to Threesomes (2008)
- Twins Do Science (2008)
- What Girls Like (2008)
- Whipped Ass: Daisy's Promotion (2008)
- Wicked Wives: A Voyeur's Diary (2008)
- Young Harlots: In Detention (2008)
- 101 Natural Beauties (2009)
- Amy Azurra's Pyjama Party 1 (2009)
- Attack of the CFNM 3 (2009)
- Attack of the CFNM 4 (2009)
- Baby Got Boobs 1 (2009)
- Being Jenna (2009)
- Best of No Swallowing Allowed (2009)
- Blown Away 2 (2009)
- Cumstains 10 (2009)
- Daisey's Dirty Dreams (2009)
- Ello Ello: Lust In France (2009)
- Faithless (2009)
- Fantastic Fucks (2009)
- Hot Chicks Perfect Tits 2 (2009)
- Hot Showers 18 (2009)
- I'm Dreaming Of Genie 1 (2009)
- Jesse Jane: Atomic Tease (2009)
- Meet the Twins 16 (2009)
- Monster Cock POV 1 (2009)
- Most Likely To Suck Seed (2009)
- Mr. Big Dicks Hot Chicks 5 (2009)
- Naughty Neighbors (2009)
- POV Centerfolds 8 (2009)
- Real Swingers Fantasies 5 (2009)
- Shay Jordan: Slippage (2009)
- Suck It Dry 6 (2009)
- Sunny's B/G Adventure (2009)
- Trust Justice 4 (2009)
- Working Latinas 4 (2009)
- Young Latin Ass Allstars (2009)
- Young Mommies Who Love Pussy 6 (2009)
- Daisy's Dirty DPs (2010)
- For Her Tongue Only (2010)
- Latinass 2 (2010)
- Sex 3 Ways (2010)
- Superstar Showdown 2: Asa Akira vs. Kristina Rose (2010)
- There Will Be Cum 9 (2010)
- Victoria's Dirty Secret (2010)
- Busty Beauties: The A List 6 (2011)
- D+ Students 1 (2011)
- Daisy's Captivating Fantasies (2011)
- Every Rose Has Its Thorn (2011)
- Hogtied Honeys (2011)
- Jenna Is Timeless (2011)
- Latin Honeycums 1 (2011)
- Latin POV 1 (2011)
- My Evil Sluts 8 (2011)
- Roleplay (2011)
- Self Service Sex 4 (2011)
- Soft Sensuous Feet (2011)
- Swallow My Pride 10 (2011)
- Tough Ties for Topless Heroines (2011)
- Website Wives (2011)
- Bad Ass Barrio Babes (2012)
- Inked And Pink (2012)
- LA Lesbians (2012)
- Lesbian Love 2 (2012)
- Lesbian Workout (2012)
- Naughty Athletics 15 (2012)
- Orgy: The XXX Championship 2 (2012)
- Rack City XXX (2012)
- Sunny Leone's Lezzie Lips (2012)
- This Isn't The Girl with the Dragon Tattoo (2012)
- Virtual Katsuni And Daisy (2012)
- Women Seeking Women 89 (2012)
- Gotta Bang That Taco Tush (2013)
- I Spy 5 (2013)
- Ink Girls (2013)
- My 1st Girl Crush 2 (2013)
- My First Lesbian Experience 3 (2013)
- She Got Some Butt (2013)